# Alexander Ward
Alexander Ward (Northampton, 30 aprile 1990) è un ex tennista britannico.